# Vizconde

Corona de vizconde.

Corona española de descendiente de vizconde.

Vizconde es uno de los títulos nobiliarios europeos, con que los monarcas muestran su gratitud a ciertas personas. Es inmediatamente inferior al de conde y, en el período medieval, ejercía sus funciones como sustituto en su territorio. Su forma femenina es vizcondesa. A partir del siglo XIX, este título es simplemente honorífico.
El tratamiento que reciben los poseedores de este título nobiliario es el de Ilustrísimo, si dicho título no posee la Grandeza de España, o bien, Excelentísimo, en caso de poseerla.